# ペリマイシン
ペリマイシン（英：Perimycin）はaminomycin、fungimycinとしても知られ、Streptomyces coelicolor var. aminophilusにより産生されるポリエン系抗生物質である 。この化合物は抗真菌作用を示す。

## 構成
ペリマイシンは3種類の混合物として天然に産生される： A型、B型、C型であり、A型が主成分である。全ての型でペロサミン糖部分を持つポリケチドコアを含む。変異はペロサミン部分と反対側のコアの末端で起きる。ペリマイシンAはこの位置に芳香族基を持つが、他のペリマイシンでは今のところ不明である。

## 用途
ポリエン系抗生物質は一般にヒトにしばしば毒性があり、バイオアベイラビリティが低い。そのため、アムホテリシンBを除き、臨床的には使用されないことが多い。ペリマイシンは抗真菌化合物であるが、臨床の場ではあまり使用されていない。